# Bahnstrecke Spišská Nová Ves–Levoča
| Endbahnhof in Levoča und Wallfahrt-Sonderzug |                      |                                      |                                      |
| Kursbuchstrecke (ZSSK): | 186                  |                                      |                                      |
| Streckenlänge: | 12,656 km            |                                      |                                      |
| Spurweite: | 1435 mm (Normalspur) |                                      |                                      |
| Streckengeschwindigkeit: | 60 km/h              |                                      |                                      |
| |                      |                                      |                                      |
| \| \| \| \| \| \| \| \| von (Bohumin–) Žilina (vorm. Ks.Od.) \| \| \| \| 0,000 \| Spišská Nová Ves \| Spišská Nová Ves \| \| \| \| nach Košice (vorm. Ks.Od.) \| \| \| \| \| Štvrtocký potok \| \| \| \| 3,757 \| vlečka Agropodnik \| vlečka Agropodnik \| \| \| 5,315 \| Harichovce \| Harichovce \| \| \| \| Levočský potok \| \| \| \| 8,298 \| Levočské Lúky \| Levočské Lúky \| \| \| 12,656 \| Levoča \| Levoča \| |                      |                                      |                                      |
| |                      |                                      |                                      |
| Strecke |                      | von (Bohumin–) Žilina (vorm. Ks.Od.) | von (Bohumin–) Žilina (vorm. Ks.Od.) |
| Bahnhof | 0,000                | Spišská Nová Ves                     | Spišská Nová Ves                     |
| Abzweig geradeaus und nach rechts |                      | nach Košice (vorm. Ks.Od.)           | nach Košice (vorm. Ks.Od.)           |
| Brücke über Wasserlauf |                      | Štvrtocký potok                      | Štvrtocký potok                      |
| Abzweig geradeaus und nach links | 3,757                | vlečka Agropodnik                    | vlečka Agropodnik                    |
| Haltepunkt / Haltestelle | 5,315                | Harichovce                           | Harichovce                           |
| Brücke über Wasserlauf |                      | Levočský potok                       | Levočský potok                       |
| ehemaliger Haltepunkt / Haltestelle | 8,298                | Levočské Lúky                        | Levočské Lúky                        |
| Kopfbahnhof Streckenende | 12,656               | Levoča                               | Levoča                               |

Die Bahnstrecke Spišská Nová Ves–Levoča (deutsch auch Leutschautalbahn, Kursbuchnummer 186) ist eine Nebenbahn in der Slowakei. Sie verläuft von Spišská Nová Ves im Hornádtal nach Levoča am Fuße der Levočské vrchy. Sie ist eingleisig und nicht elektrifiziert.

## Geschichte
Während der Zeit des Baus der Kaschau-Oderberger Bahn am Anfang der 1870er Jahre wurde die Trasse durch Spišská Nová Ves anstatt Levoča (Verwaltungssitz des Komitats Zips) festgelegt. Der Anschluss zum Bahnnetz erfolgte durch eine 1872 gegründete Omnibus-Verbindung zwischen diesen Städten. Erst 1891 wurde eine Lokalbahngesellschaft gegründet und der Bau begann am 1. November 1891. Die Bahnstrecke wurde am 8. November 1892 feierlich eröffnet. Die Baukosten beliefen sich auf eine Million K.
Am 2. Februar 2003 wurde der Personenverkehr, trotz großer Proteste der Stadt Levoča, eingestellt.
Heute es gibt keinen regelmäßigen Personenverkehr mehr. Einzige Ausnahme ist der Verkehr zur Wallfahrt am Mariánska hora (deutsch Marienberg) bei Levoča, die jährlich am ersten Wochenende im Juli stattfindet (Fahrplanfeld 186). Der Güterverkehr findet noch statt, hat aber keine große Bedeutung.

## Fahrzeugeinsatz
Der Betrieb wurde anfangs von zwei Lokomotiven der Budapester Fabrik MÁVAG gewährleistet. Sie wurden von der KsOd in die Reihe KsOd XII klassifiziert und erhielten dort die Nummern 525 und 526. Als die KsOd im Jahr 1924 vom tschechoslowakischen Staat übernommen wurde, bekamen sie von der ČSD die Nummern 310.505 und 310.506. Bis 1950 wurden sie ausgemustert.